# جوشوا لورينغ
جوشوا لورينغ (بالإنجليزية: Joshua Loring)‏ هو قرصان رسمي أمريكي، ولد في 3 أغسطس 1716 في بوسطن في الولايات المتحدة، وتوفي في 1 أكتوبر 1781 في هايغيت في المملكة المتحدة.